# 布爾本山

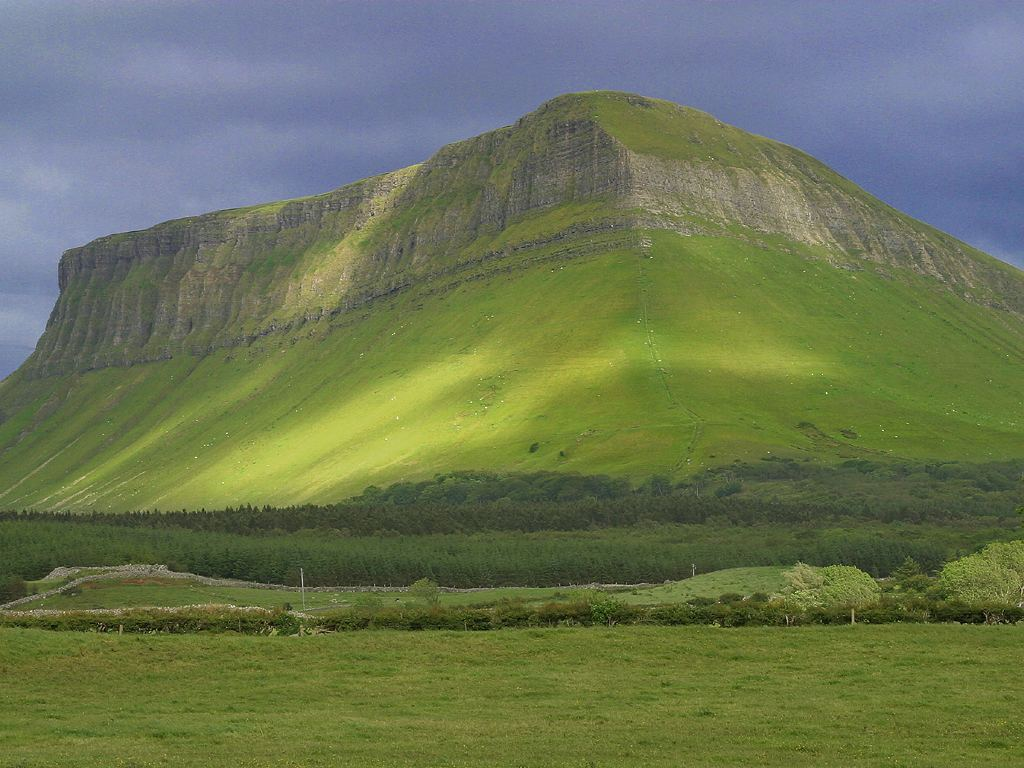
布爾本山

布爾本山（Benbulbin）是愛爾蘭的一座山，位於斯萊戈郡。布爾本山是一座平頂山，屬於達特里山脈的一部分。海拔526公尺。
布爾本山的愛爾蘭語名稱為「Binn Ghulbain」，其中「Binn」為山峰、山頂之意。1943年12月9日，一架美國陸軍航空軍B-17轟炸機在布爾本山附近墜毀，至今仍能在山坡上看到飛機的一部分殘骸。